# Allonemobius allardi
Allonemobius allardi is een rechtvleugelig insect uit de familie krekels (Gryllidae). De wetenschappelijke naam van deze soort is voor het eerst geldig gepubliceerd in 1959 door Alexander & Thomas.